# حصن يسوع في مومباسا

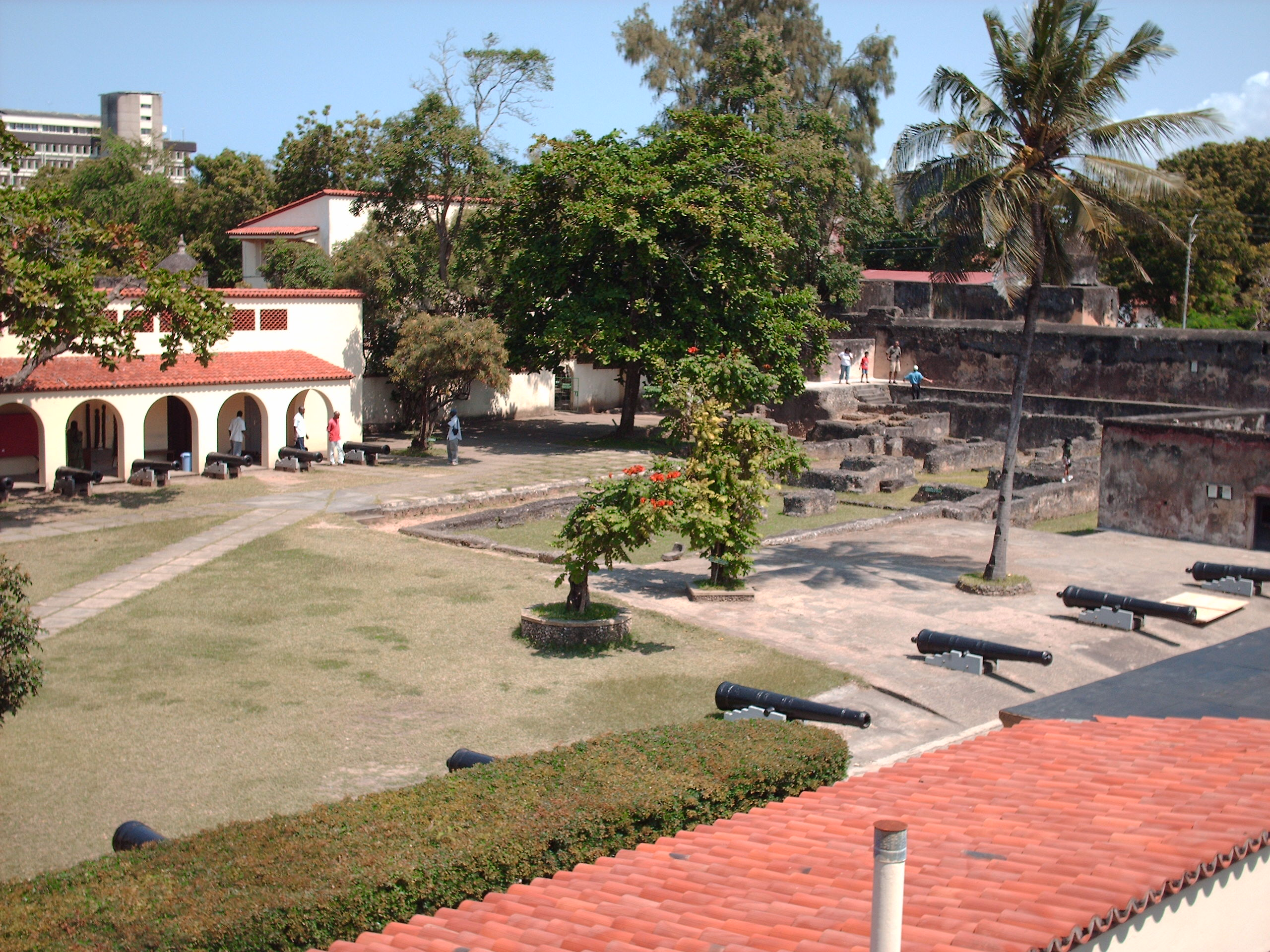
Fort Jesus, seen from the inside

حصن يسوع (بالإنجليزية: Forte Jesus de Mombaça) هو حصن بناه البرتغاليون بين العامين 1593- 1596 بأمر من الملك فليپ الأول، ومن تصميم جيوفاني باتيستا كايراتي، لحماية ميناء مومباسا. بني الحصن على هيئة رجل (كما يظهر من التصوير من السماء) 
ويعد هذا الحصن أكثر النماذج البارزة التي حفظت جيدًا التحصينات العسكرية البرتغالية منذ القرن السادس عشر، كما ويعكس تخطيط الحصن وشكله، عصر النهضة المثالي من حيث كمال الأبعاد والتناغم الهندسي. ويقع هذا الحصن على مساحة 2.36 هكتار ويضم خندق القلعة ومحيطها المباشر.

## التاريخ

### الحرب البرتغالية العمانية
ألقى الصراع بين البرتغاليين والعمانيين بظلالة على شرق أفريقيا، فبعد أن أسس البرتغاليون قلعة في مومباسا وأطلقوا عليها لقب قلعة يسوع، طغى البرتغاليين على سكان مومباسا مما جعلهم عرضة للاضطهاد العرقي، وانتشر بينهم مرض الطاعون، واستبد بهم اليأس، فأرسلوا استغاثة إلى الإمام سيف بن سلطان اليعربي يطلبون المساعدة.
لبى الإمام سيف الدعوة وأرسل أسطول من سبع سفن حربية على متنها ثلاثة آلاف جندي بقيادة ناصر العبسي وبدر المخزومي، فتمكن العمانيين من بسط نفوذهم في مومباسا وحاصروا البرتغاليين، في قلعة ممباسا وذلك لمدة 30 شهرا (من مارس 1696 حتى أكتوبر 1698)، وبسبب المقاومة الشديدة من البرتغاليين، أرسل الإمام سيف تعزيزاً بأسطول آخر بقيادة الربان الفذ مبارك التغلبي، الذي ما أن وصل إلى مومباسا بدأ بتوزيع الجنود حول القلعة، وما لبث إلا أن اقتحم الحصن مع جنوده، وقضى على آخر وجود للبرتغاليين في مومباسا، وأصبحت مومباسا تحت حكم عمان.
تركت الصراعات التي نشبت للسيطرة على جزيرة ممباسا قلة من آثار ازدهارها السابق، واكتمل فراغ السلطة بمصرع السلطان وأبنائه الثلاثة في ظروف غامضة. وتحرك البرتغاليون الذين كانوا قد اتخذوا قرارا لا رجعة فيه باحتلال الجزيرة لملء هذا الفراغ، فجلبا معهم السلطان احمد من ماليندي (الموالية) ليصبح الحاكم الجديد. وكان الدافع الاساسي وراء هذا التحرك هو احتمال توغل تركي اقوى بكثير من سابقه، حيث ورت تقارير الآن عن خطط يجري وضعها في مصر لربط الطرف الشمالي للبحر الاحمر مع النيل، عن طريق قناة تبحر في القوادس الحربية العثمانية من البحر المتوسط إلى المحيط الهندي مباشرة.
في عام 1586 وردت إلى باريس رسالة بعث بها سافاري دي لانسكوزم السفير الفرنسي لدى القسطنطينية، جاء فيها ان مئة الف عامل واربعين الف حمار واثني عشر الف جمل سوف تستخدم لشق هذه القناة، وعندما يتم شقها فان مئتي سفينة مسلحة سوف تجتازها لطرد البرتغاليين إلى ما وراء راس الرجاء الصالح. وفي حوالي الوقت نفسه كتب المؤلف المجهول لكتاب ((طريق الهندف الغربي)) يتحدث على نحو متفائل عما سيحدث عقب شق القناة، والقيام بطرد الاشرارا من بحر الزنج، حيث سيغدو من الأيسر عند ذلك بالنسبة للقسطنطينية أن تستمتع ب ((أشياء الهند والسند الرائعة وطرف أُثيوبيا.
بعد سنوات قلائل من ورود تقارير إلى لشبونة عن هذا الخطط التركية بدأ البرتغاليون اخيرا العمل على تشييد حصن في ممباسا، وتقرر ان يكون قاعدة قوية بحيث يهيمن على ساحل شرق أفريقيا ويتمكن من تحدي أي قوة يمكن ان يجلبها عدو إلى الساحة، وسيدعى حصن اليسوع، وسوف تغطى تكاليف انشائه وتشغيله وصيانته من خلال رسم جمركي معدله 6% تدفعه في ممباسا كل السفن التي تتاجر في شرق افريقيا.
قدر لحصن اليسوع ان يصبح نصبا تذكاريا لا سبيل إلى تدميره، لمجد البرتغال الامبراطوري قصير الامد، ولكن امر بناء الحصن صدر عن اسباني وكان المعماري الذي شاد صرحه إيطاليا، وكان الاسباني هو الملك فيليب الثاني الذي وصل في عام 1580 إلى سدة العرش البرتغالي، عندما فنيت من الوجود عائلة أفيز الملكية.
وكان لفيليب العديد من الاشخاص المقربين منه واحدهم يدعى جيوفاني باتيستا كايراتي وهو ايطالي من أبناء ميلانو، أشرف في صدر شبابه على بناء تحصينات مالطة قبل ان يضرب الاتراك الحصار حولها واشتهر كمهندس معماري عسكري، في ممختلف انحاء جنوب أوروبا، وفي سبعينات القرن السادس عشر كان يعمل في خدمة فيليب في اسبانيا.
بعد وقت قصير من اتحاد دولتي إيبيريا سيئ الطالع، بعث فيليب بكايراتي ليصبح ليصبح كبير المهندسين المعماريين للتحصينات البرتغالية في الشرق، وبعد توليه منصبه في جوا (منطقة في افريقيا) وهو في حوالي الخمسين من العمر غير كايراتي اسمه ببراعة دبلوماسية إلى نظريه البرتغالي، أي جواو باتيستا كايراتو. وفي السنوات الثلاثة عشر الاخيرة من عمره، قدر له ان يصمم الحصون في مناطق مختلفة من المحيط الهندي وصولا باتجاه الشرق إلى مضيق ملجا، وكان حصن اليسوع هو انجازه الاخير والاكثر عظمة، والذي تطلع فيه إلى اصوله الايطالية، وهو نموذج متميز لنظريات عصر النهضة المزدهر، حول الطريقة التي ينبغي ان يستمد بها فن العمارة إلهامه من ((الشكل المكتمل)) للجسم البشري، ويجعل المخطط الأساسي لحصن اليسوع هذا أمرا واضحا للغاية، فالمواقع المحصنة الأربعة هي الذراعان والقدمان، والتحصينات الخارجية الموة اجهة للبحر هي الرأس، والمنطقة المركزية للبناء بأسره هي الجذع، والبوابة التي اتخذ موضعها بحث تكون في مرمى النيران من أحد المواقع المحصنة هي من الناحية العملية تحت الإبطين.

## Fort Jesus Today
Fort Jesus is now a popular destination for foreign and local tourists. As well as a tourist destination the Fort is important as a host for numerous research programs, a Conservation Lab, and Education Department and an Old Town Conservation Office.

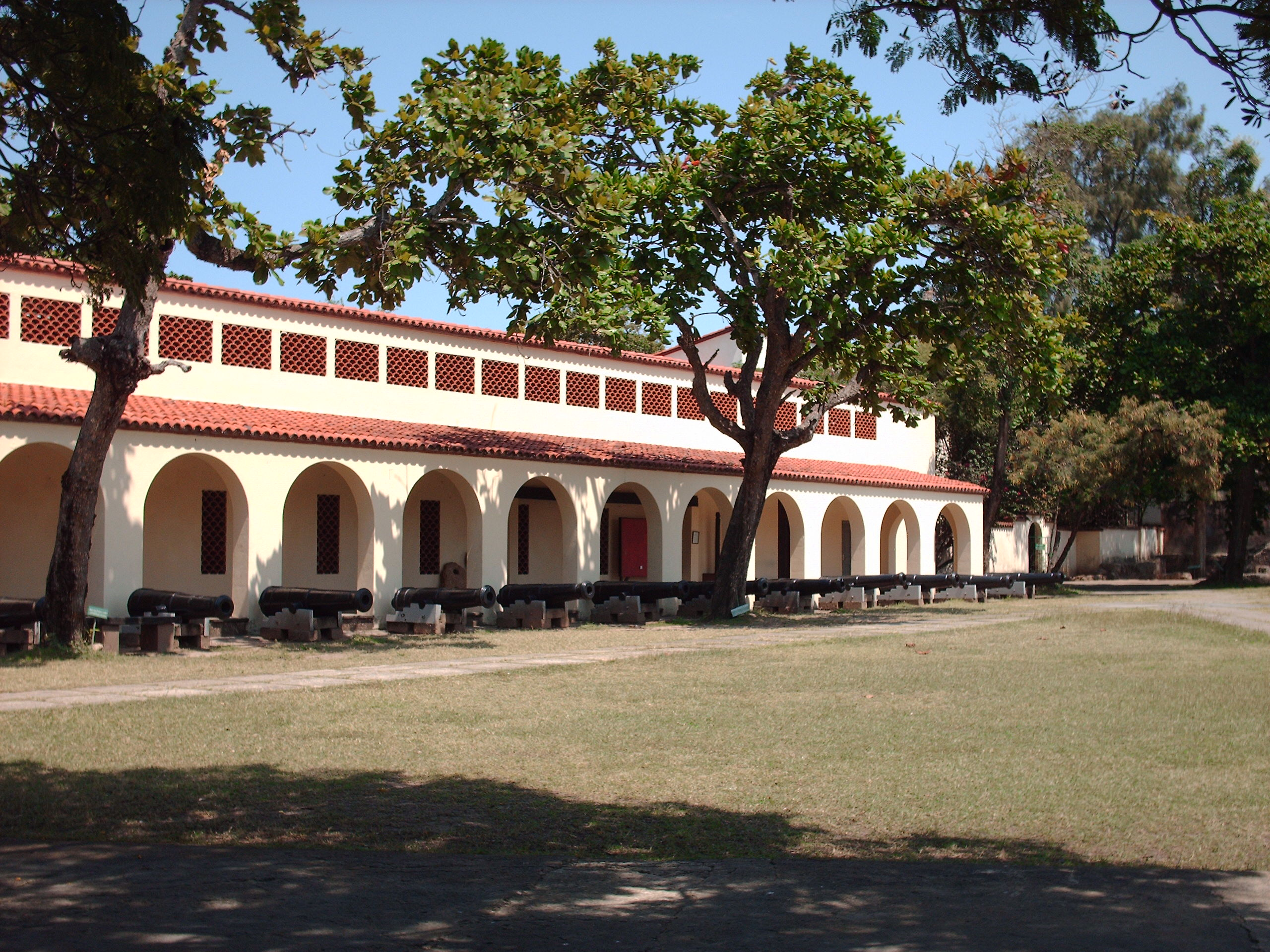
Building inside the fort
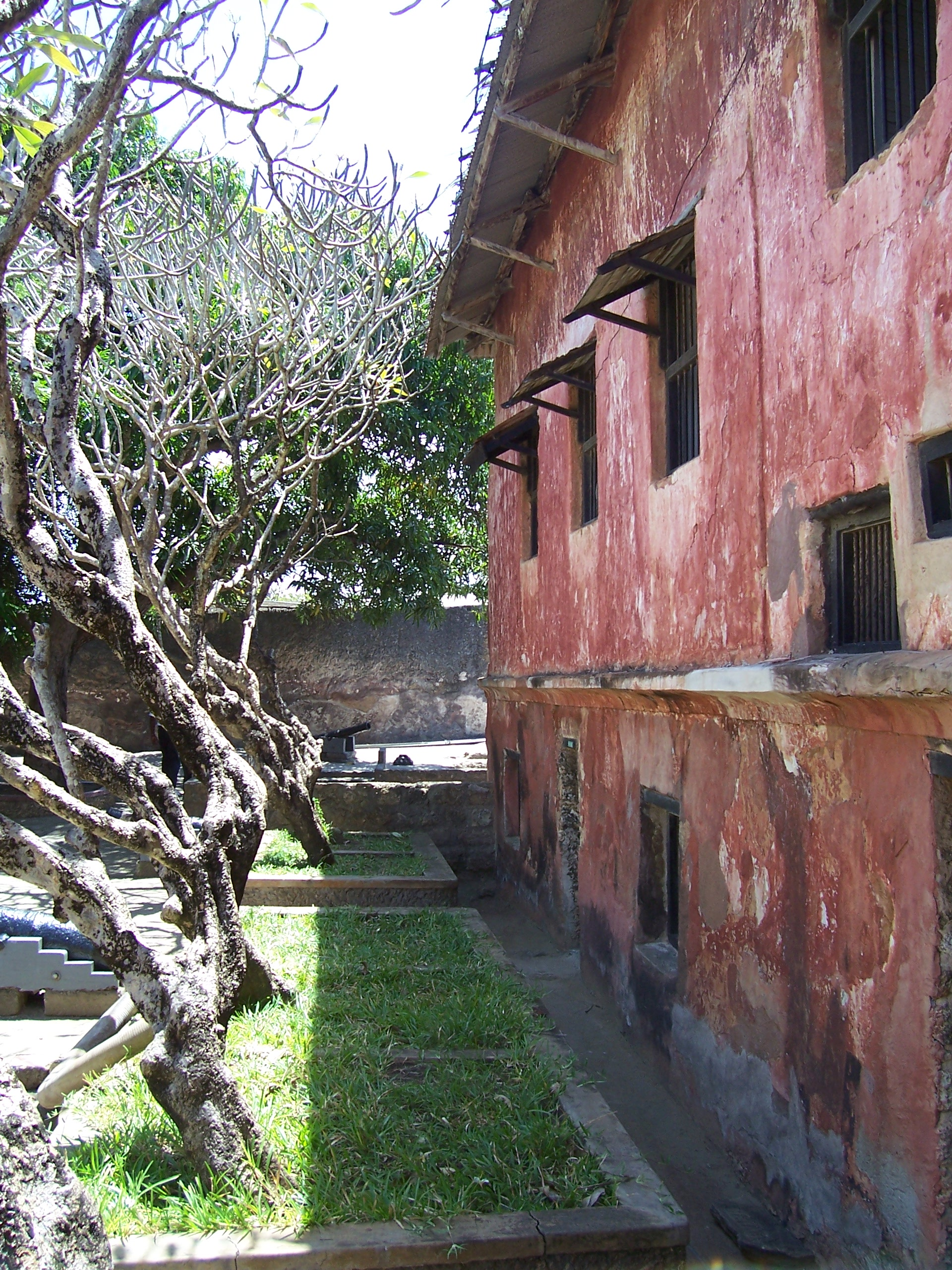
Windows of the inner buildings
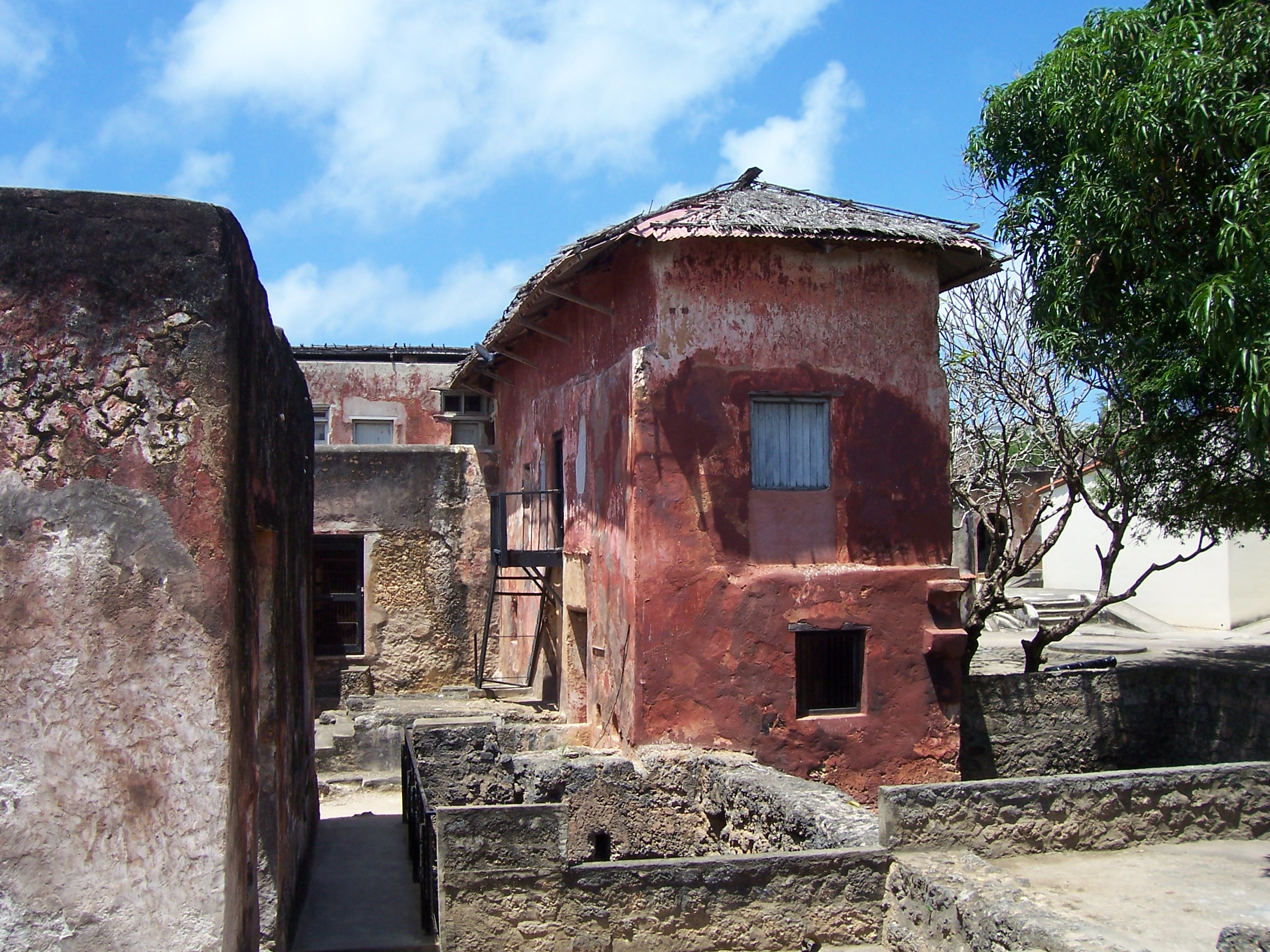
Juxtaposition of decayed and survived
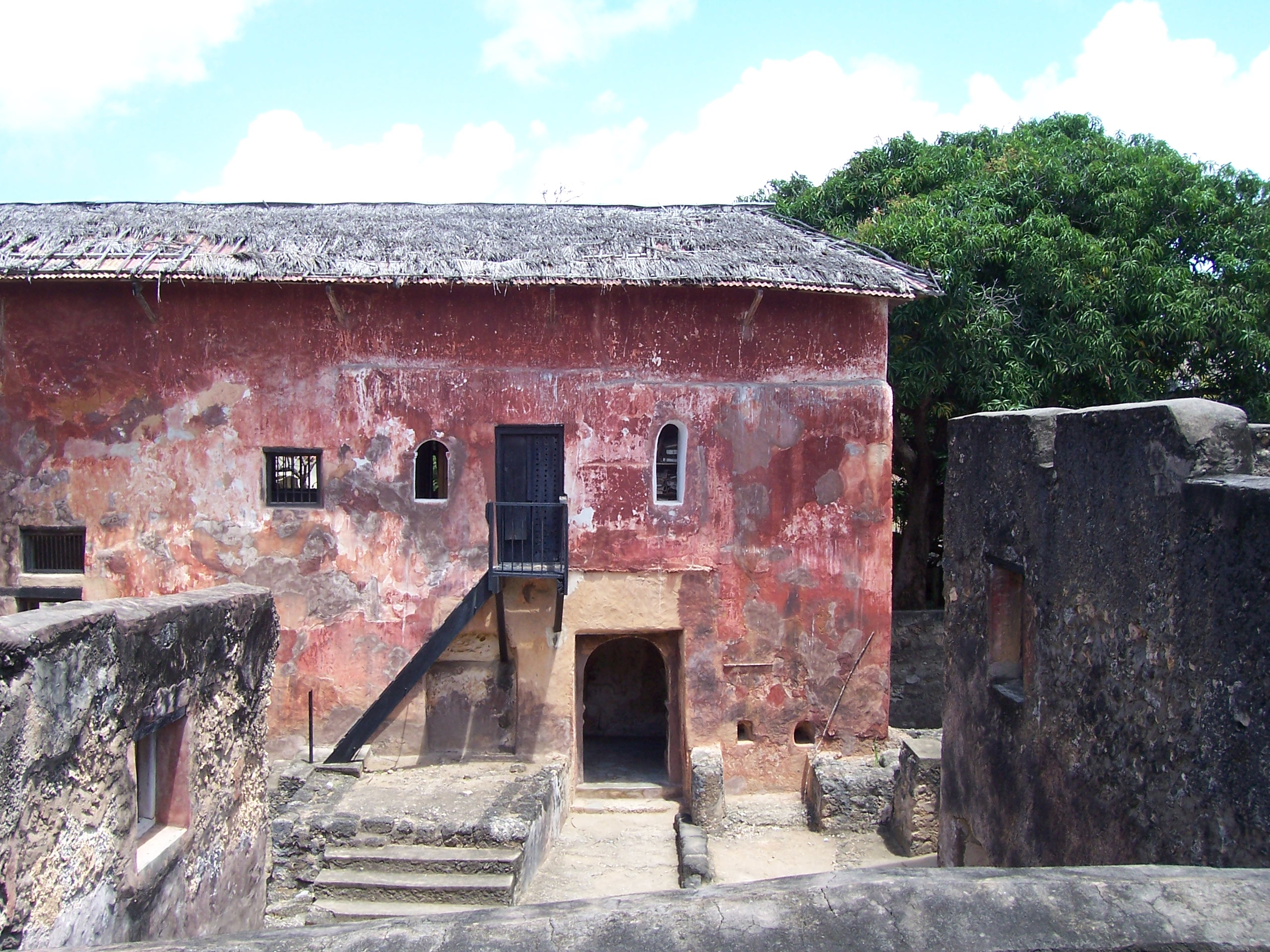
Obvious influence of Portuguese architecture

## روابط خارجية
- Fort Jesus Museum
- Brief History of Fort Jesus